# フランク・タウシッグ

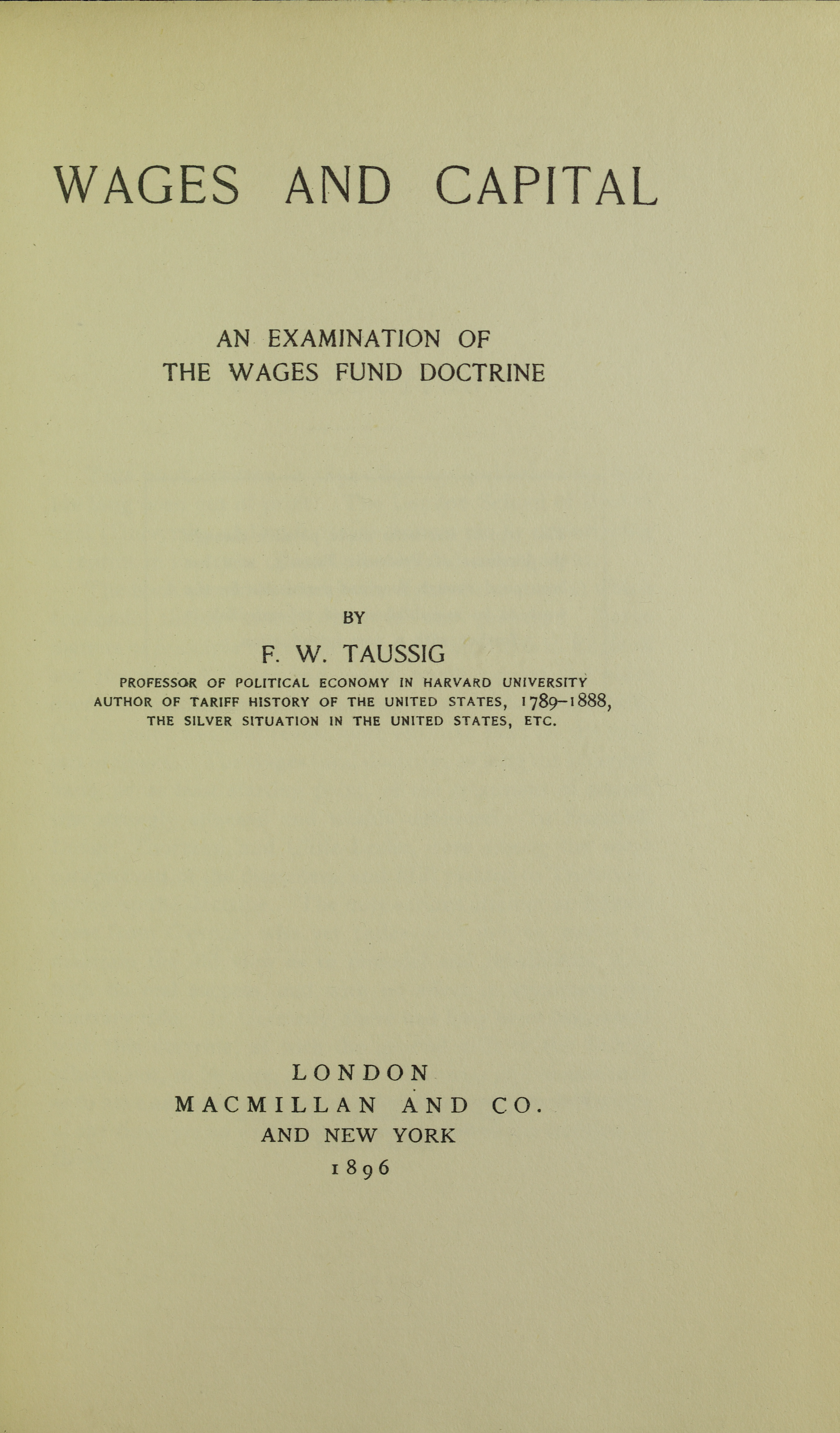
Wages and capital, 1935

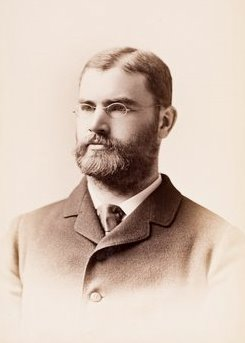

フランク・ウィリアム・タウシッグ（Frank William Taussig、1859年12月28日 - 1940年11月11日）は、アメリカ合衆国の経済学者。ミズーリ州セントルイス出身。

## 経歴
タウシッグは経済学の教授としてハーバード大学で50年以上にわたって教鞭をとり、現代の貿易理論の基礎を構築したことで高い評価を受けている。
タウシッグは1889年から1890年まで、また1896年から1935年まで、季刊経済学雑誌「クォータリー・ジャーナル・オブ・エコノミクス」の編集者として活動した。また1904年から1905年までアメリカ経済学会の会長を務め、1917年から1919年までアメリカ関税委員会（アメリカ国際貿易委員会の前身）の議長を務めた。